# Der Oldtimer
Der Oldtimer ist ein Mixtape des deutschen Rappers MC Bogy. Es erschien am 25. September 2009 auf den Hip-Hop-Labels Distributionz und Noch Mehr Ketten Entertainment.

## Albumtitel
MC Bogy wählte den Titel Der Oldtimer, da er laut eigener Aussage seinem „Stil stets treu geblieben“ und in seiner „Entwicklung auf gewisse Weise stagniert“ sei. So interessiere er sich für „Rap-Battles“, „Breakdancer auf dem Ku’damm“ oder Trainbombing, was nach seinem Eindruck „viele mittlerweile belächeln.“ Zudem höre er fast ausschließlich Musik „aus den Neunzigern.“

## Titelliste
1. Intro – 1:17
2. Mach keine Faxen – 2:38
3. Wir gehen auf jeden rauf (mit Lil Deso) – 3:30
4. Blut Schweß und Tränen (mit Raper Pimp und Duell) – 4:06
5. Westberlin (mit Smoky) – 3:17
6. Die Wurzel des Bösen (mit Medizin Mann und Basstard) – 4:04
7. Zwischen Gut und Böse – 2:55
8. Keine Nächstenliebe (mit Vork) – 2:57
9. Oldschooltrip (mit Deso Dogg) – 3:58
10. Die ungeschnittene Version (mit Teterprofil und Ozan) – 3:38
11. H.I.G.H.MAT (mit King Orgasmus One und B-Tight) – 4:38
12. Es sind die Straßen – 3:00
13. Halt die Fresse – 3:02
14. Seit Jahren (mit Akte, Teterprofil und ZV) – 3:39
15. Mama (mit Butcher und B-Tight) – 2:57
16. Kriegsmusik (mit Häger und Ozan) – 3:55
17. Willkommen in Abschaumcity (Remix) (mit Ninjah) – 3:25
18. Sieg (mit Shizoe) – 3:30
19. Echt geblieben (mit Mastino) – 1:39
20. Rückblick – 2:17
21. Wer bist du (mit Pablo S.O.K.) – 2:54
22. 300 Style (mit Papa Geno) – 2:44
23. Outro – 1:59

## Illustration
Die Gestaltung des Cover-Artworks wurde von C.O.G. Graphix übernommen. AkteOne fertigte die im Booklet enthaltenen Graffiti an.

## Kritik
Die E-Zine Laut.de bewertete Der Oldtimer mit drei von möglichen fünf Punkten. Aus Sicht der Redakteurin Dani Fromm kredenze MC Bogy neben „Funk- und Soul-geschwängertem, traditionsreichen Material“ auch „allerlei verblüffend amüsante Verschrobenheiten.“ So nutze der Rapper etwa das Thema der Fernsehserie Magnum für den Song Mach keine Faxen sowie ein Sample der Münchener Freiheit für H.I.G.H.MAT. Auch wenn Bogys „Vortrag nicht der allervariantenreichste“ sei, erscheine er bislang „selten ähnlich flüssig.“ Die „konstant zelebrierte Oldschool-Attitüde“, „DJ Werds astreine Scratches und überhaupt die stimmige Zusammenstellung“ tragen dazu bei, dass Der Oldtimer „erfreulich hörbar“ bleibe.